# SART-stavby a rekonstrukce
SART-stavby a rekonstrukce a.s. je česká společnost se sídlem v Šumperku, která se zabývá provozováním železničních drah, dopravním stavitelstvím, kovovýrobou a opravami mechanizace pro traťové hospodářství. Na objednávku Svazku obcí údolí Desné je provozovatelem Železnice Desná.

## Historie
Firma vznikla 20. prosince 2001. Od 1. března 2005 převzala provozování dráhy na tratích Železnice Desná, když předtím byla provozovatelem Stavební obnova železnic. V roce 2020 začal Svazek obcí údolí Desné hledat provozovatele svých tratí na dalších pět let, protože končila desetiletá smlouva s firmou SART. Největší provozovatel drah v zemi, Správa železnic, však o tuto zakázku zájem neměl. V roce 2021 však bylo výběrové řízení zrušeno, protože se přihlásil jediný zájemce – SART. Proto byla právě s touto firmou uzavřena smlouva i na další období.